# Java OpenAL
Java OpenAL (JOAL) is een wrapper-bibliotheek waarmee OpenAL (een API voor 3D-geluid in computerspellen of andere applicaties) in de programmeertaal Java gebruikt kan worden. JOAL wordt ontwikkeld door de Game Technology Group van Sun Microsystems. JOAL is beschikbaar onder de BSD-licentie. Het is beschikbaar voor Windows, Mac OS X en Linux.
Net zoals Java OpenGL is Java OpenAL ontwikkeld met Gluegen, een programma waarmee Javacode gegenereerd wordt uit de headerbestanden in C.